# Suzy Parker
Suzy Parker (* 28. Oktober 1932 in Long Island, New York; † 3. Mai 2003, Montecito, Kalifornien; eigentlich Cecilia Ann Renee Parker) war ein US-amerikanisches Fotomodell und Schauspielerin.

## Leben
Parker war die jüngere Schwester des Fotomodells Dorian Leigh, das sie fünfzehnjährig Eileen Ford, einer bekannten Model-Agentin, vorstellte. Parker war ein gefragtes Modell während der 1950er Jahre und jahrelang das Gesicht für Coco Chanel. Sie konnte als erstes Modell in der US-Geschichte 100 Dollar pro Stunde verlangen (später sogar 200 Dollar) und kam auf über 100.000 Dollar Jahreseinkommen. Sie setzte einen neuen Standard, da vor ihr die Modells kleiner sein sollten. Sie wird oft als „das erste Supermodel“ bezeichnet.
1957 begann sie eine Schauspielerkarriere mit dem Film Ein süßer Fratz neben Fred Astaire und Audrey Hepburn. Danach spielte sie in Kiss Them for Me, Ein Mann in den besten Jahren und Alle meine Träume und hatte einige Gastauftritte in TV-Serien wie Tarzan, in der Mystery-Serie The Twilight Zone und in Gauner gegen Gauner.
Suzy Parker war dreimal verheiratet. Nach dem Ende ihrer Karriere nahm sie den Namen ihres dritten Gatten, des Schauspielers Bradford Dillman, an, und nannte sich Suzy Parker Dillman. Sie war Mutter von vier Kindern und eine vehemente Gegnerin des Rauchens und des Alkohols. Andererseits irritierte sie die prüde amerikanische Gesellschaft der 1950er Jahre mit Sätzen wie „Die Ehe tötet jegliche Romantik“. Die Beatles komponierten über sie 1969 das Lied Suzy Parker, live zu hören in ihrem Film Let It Be und in dem dreiteiligen Dokumentarfilm Get Back von Peter Jackson.

## Filmografie (Auswahl)
- 1957: Ein süßer Fratz (Funny Face)
- 1957: Kiss Them for Me
- 1958: Ein Mann in den besten Jahren (10 North Frederick)
- 1959: Alle meine Träume (The Best of Everything)
- 1960: A Circle of Deception
- 1962: Männer, die das Leben lieben (The Intern)
- 1964: Unglaubliche Geschichten (The Twilight Zone) (TV-Serie, eine Folge)
- 1964: Gauner gegen Gauner (The Rogues) (TV-Serie, eine Folge)
- 1966: Die Schreckenskammer (Chamber of Horror)
- 1968: Ihr Auftritt, Al Mundy (It Takes a Thief) (TV-Serie, eine Folge)